# EnVision
EnVision es una misión orbital a Venus que está siendo desarrollada por la Agencia Espacial Europea (ESA) y que está planeada para realizar estudios atmosféricos y mapeos de radar de alta resolución. EnVision está diseñado para ayudar a los científicos a comprender las relaciones entre su actividad geológica y la atmósfera, e investigaría por qué Venus y la Tierra tomaron caminos evolutivos tan diferentes. La sonda fue seleccionada como la quinta misión media (M5) del programa Cosmic Vision de la ESA en junio de 2021,  con lanzamiento previsto para 2031.  La misión se llevará a cabo en colaboración con la NASA y actualmente se está evaluando la posibilidad de compartir responsabilidades.

## Objetivos científicos

Animación de la trayectoria propuesta por EnVision desde el 15 de junio de 2032 hasta el 1 de marzo de 2034.

EnVision proporcionará nuevos conocimientos sobre la historia geológica a través de imágenes complementarias, polarimetría, radiometría y espectroscopia de la superficie junto con sondeos del subsuelo y mapeo gravitacional; buscará señales térmicas, morfológicas y gaseosas de actividad volcánica y otra actividad geológica; y rastreará el destino de especies volátiles clave desde sus fuentes y sumideros en la superficie a través de las nubes hasta la mesosfera. Las mediciones científicas básicas incluyen: mapeo de alta resolución de objetivos específicos, cambios en la superficie, geomorfología, topografía, subsuelo, emisión térmica, SO
2<br> SO
2, H
2O<br> H
2O, relación D/H, gravedad, velocidad de giro y eje de giro. Los objetivos específicos de la misión son:
- Determinar el nivel y la naturaleza de la actividad actual
- Determinar la secuencia de eventos geológicos que generaron su gama de características superficiales.
- Evaluar si Venus alguna vez tuvo océanos o fue hospitalario para la vida.
- Comprender el marco geodinámico organizador que controla la liberación de calor interno a lo largo de la historia del planeta.

Se ha seleccionado una nueva flota de misiones a Venus y se seguirán considerando nuevos conceptos de misión para futuras selecciones. Las misiones en desarrollo incluyen la misión orbital EnVision M5 de la ESA, la misión orbital VERITAS de la NASA-JPL y la misión de sonda de entrada/sobrevuelo DAVINCI de la NASA-GSFC. Los datos adquiridos con VERITAS, DAVINCI y EnVision a partir de finales de esta década mejorarán fundamentalmente nuestra comprensión de la historia a largo plazo del planeta, su actividad actual y su trayectoria evolutiva.

Animación de la trayectoria propuesta por EnVision durante la fase de frenado aerodinámico alrededor de Venus.

Los científicos que presentaron la propuesta EnVision en respuesta a la convocatoria de propuestas para la misión M5 del programa Cosmic Vision de la ESA son Richard Ghail de Royal Holloway, Universidad de Londres, Colin Wilson, Departamento de Física, Universidad de Oxford, Reino Unido y Thomas Widemann, LESIA, Observatoire de Paris y Université de Versailles-Saint-Quentin (Francia).

### Instrumentos
- Radar de Apertura Sintética de Venus ( VenSAR ), que operará a 3,2 GHz en la banda S (9,4 cm de longitud de onda). VenSAR proporcionará varias técnicas de obtención de imágenes y medición de distancia desde una órbita polar: (1) mapeo de superficies regional y específico, (2) topografía y altimetría global, (3) imágenes estereoscópicas, (4) radiometría y escaterometría de superficie, (5) polarimetría de superficie, (6) oportunidades de interferometría de paso repetido. El radar de apertura sintética de banda S (VenSAR) del Laboratorio de Propulsión a Chorro seleccionado por la NASA se encuentra actualmente en proceso de evaluación científica, técnica y de misión. Un SAR es una tecnología de teledetección versátil que tiene capacidades únicas para determinar información geofísica que a menudo no está disponible mediante otros métodos de teledetección. VenSAR caracterizará la evidencia estructural y geomórfica de los procesos multiescala que dieron forma a la historia geológica de Venus, así como también caracterizará la actividad volcánica, tectónica y sedimentaria actual. El investigador principal del radar de apertura sintética de Venus es Scott Hensley, del Laboratorio de Propulsión a Chorro de la NASA/Instituto Tecnológico de California.
- Sonda de radar subsuperficial Venus ( SRS ), que será una antena dipolo fija que funcionará en el rango de 9 a 30 Megahercio. SRS buscará límites de materiales del subsuelo en varios terrenos geológicos que incluyen cráteres de impacto y su relleno, cráteres enterrados, teselas y sus bordes, llanuras, flujos de lava y sus bordes, y características tectónicas para proporcionar relaciones estratigráficas en varios rangos de profundidad y escalas horizontales. El investigador principal de la sonda de radar subsuperficial es Lorenzo Bruzzone, Università di Trento, Italia.[4]
- Venus Spectroscopy Suite ( VenSpec ), que constará de tres canales: VenSpec-M, VenSpec-H y VenSpec-U. VenSpec-M proporcionará datos de composición de los tipos de rocas, VenSpec-H realizará mediciones atmosféricas de resolución extremadamente alta y VenSpec-U monitoreará especies menores sulfuradas (principalmente SO y SO 2 ), así como el misterioso absorbente de UV en las nubes superiores de Venus. Esta suite buscará variaciones temporales en las temperaturas superficiales y las concentraciones troposféricas de gases volcánicos, indicativas de erupciones volcánicas. El investigador principal de la suite de espectroscopia Venus e IP de VenSpec-M es Jörn Helbert, Instituto de Investigación Planetaria DLR, Berlín, Alemania. La investigadora principal de VenSpec-H es Ann Carine Vandaele, del Real Instituto Belga de Aeronomía Espacial (BIRA/IASB), Bélgica. El investigador principal de VenSpec-U es Emmanuel Marcq, LATMOS, IPSL, Francia.[4]
- Experimento de radio. Cualquier nave espacial en órbita es sensible al campo gravitatorio local, además del campo gravitatorio del Sol y, en menor medida, de otros planetas. Estas perturbaciones gravitacionales generan perturbaciones en la velocidad orbital de las naves espaciales, a partir de las cuales se puede determinar el campo gravitacional de un planeta. La órbita de baja excentricidad, casi polar y de altitud relativamente baja de EnVision ofrece la oportunidad de obtener un campo gravitacional de alta resolución en cada longitud y latitud del globo venusiano.[5]

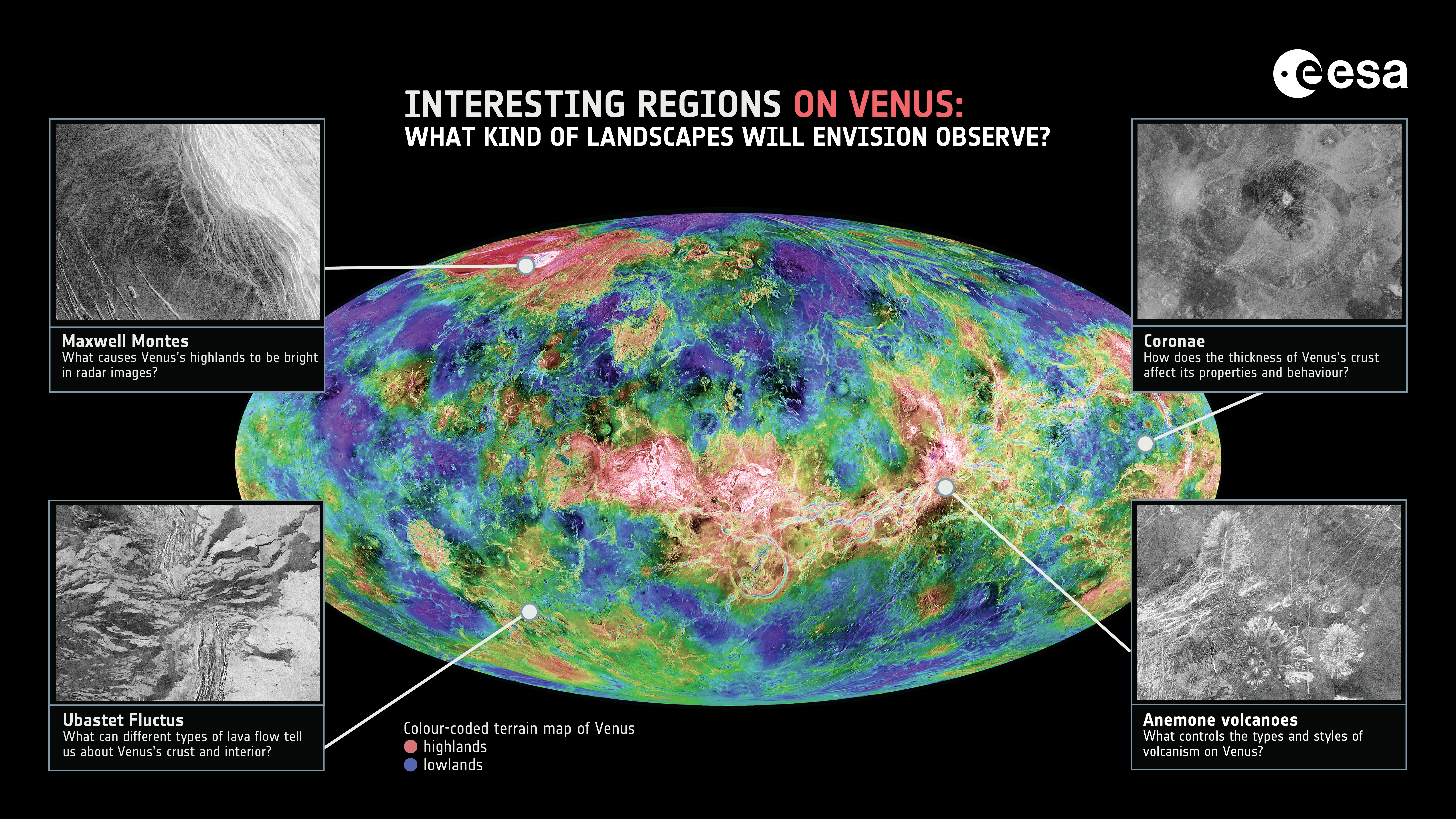
Mapa cartográfico con los objetivos de la misión de EnVision en el planeta Venus.

El análisis del campo gravitacional junto con la topografía proporciona información sobre la estructura litosférica y de la corteza, permitiendo comprender mejor la evolución geológica de Venus. En ausencia de datos sísmicos, las mediciones de la deformación de las mareas y del movimiento propio del planeta proporcionan la forma de sondear su estructura interna profunda (tamaño y estado del núcleo). La deformación de las mareas se puede medir en las perturbaciones de velocidad orbital de EnVision a través de las variaciones del potencial gravitacional que genera (número de Love de marea k2).
Los co-desarrolladores principales del experimento EnVision Radio Science and Gravity son Caroline Dumoulin, LPG, Université de Nantes, Francia, y Pascal Rosenblatt, LPG, Université de Nantes, Francia.